# 瓦尔普里瓦
瓦尔普里瓦（法語：Valprivas，法語發音：[valpʁiva]）是法国上卢瓦尔省的一个市镇，位于该省北部偏东，属于伊桑若区。该市镇总面积23.66平方公里，2009年时的人口为496人。

## 交通
上卢瓦尔省省道D12线和D125线在境内交汇。

## 人口
瓦尔普里瓦人口变化图示